# Baseodiscus takakurai
Baseodiscus takakurai är en djurart som tillhör fylumet slemmaskar, och som beskrevs av Gibson 1995. Baseodiscus takakurai ingår i släktet Baseodiscus och familjen Valenciniidae. Inga underarter finns listade i Catalogue of Life.